# The Weakest Link (game show của Anh)
The Weakest Link là một chương trình đố vui trên truyền hình Anh, được phát sóng trên BBC Two và kể cả BBC One kể từ năm 2000 đến khi chương trình kết thúc tập 1.693. Chương trình được sáng tạo bởi Fintan Coyle và Cathy Dunning và được phát triển như là 1 chương trình truyền hình bởi Ban Giải trí BBC (BBC Entertainment Department). Trò chơi bắt đầu với một đội gồm 9 thí sinh, lần lượt trả lời các câu hỏi kiến thức chung trong thời hạn để tạo ra chuỗi 9 câu trả lời đúng liên tiếp. Vào cuối mỗi vòng, người chơi sẽ bình chọn một thí sinh là "người yếu nhất" ra khỏi trò chơi, liên tục khi chỉ còn hai người còn lại, họ sẽ đối đầu với nhau trong vòng cuối, với năm câu hỏi cho mỗi thí sinh lần lượt, để xác định người chiến thắng.
Tập đầu tiên được phát sóng vào ngày 14 tháng 8 năm 2000. Chương trình do Anne Robinson làm dẫn chương trình và Jon Briggs thuyết minh. Chương trình phát sóng trong các biến thể khác nhau, ban đầu là một loạt chương trình hằng ngày nhưng cũng vào giờ vàng và với các thí sinh nổi tiếng chơi từ thiện với một format được sửa đổi. Format này đã được sản xuất trên khắp thế giới, đặc biệt là ở Hoa Kỳ, nơi Robinson làm dẫn chương trình đầu tiên.
Vào ngày 22 tháng 4 năm 2011, Anne Robinson thông báo rằng bà sẽ kết thúc vai trò người dẫn chương trình này vào thời điểm hợp đồng của bà hết hạn vì bà đã làm việc tại BBC lâu hơn dự định ban đầu. Chương trình kết thúc vào ngày 31 tháng 3 năm 2012 với tập thứ 1.693. Chương trình này tiếp tục được phát sóng quốc tế trên BBC Entertainment.
Vào tháng 11 năm 2017, The Weakest Link đã trở lại với phiên bản Children in Need dành cho người nổi tiếng, đánh dấu tập thứ 1.694 của chương trình. Ấn bản dài 40 phút được phát sóng vào ngày 17 tháng 11 năm 2017 trên BBC Two lúc 10 giờ tối GMT (tức là vào khoảng 5 giờ sáng theo giờ Việt Nam (GMT+7) ngày 18 tháng 11 năm 2017).
Tháng 6 năm 2021, BBC thông báo sự trở lại của chương trình cùng với người dẫn chương trình mới, Romesh Ranganathan. Số phát sóng đầu tiên của phiên bản mới phát sóng từ ngày 18 tháng 12 năm 2021.

## Format
Chương trình ban đầu có 9 thí sinh lần lượt trả lời các câu hỏi kiến thức chung. Mục tiêu của mỗi vòng là tạo ra một chuỗi chín câu trả lời đúng liên tiếp và kiếm được số tiền ngày càng tăng trong một thời hạn. Một câu trả lời sai sẽ phá vỡ chuỗi và sẽ làm biến mất bất kỳ khoản tiền nào kiếm được trong chuỗi cụ thể đó. Tuy nhiên, trước khi câu hỏi của họ được hỏi, một thí sinh có thể chọn gửi số tiền hiện tại kiếm được vào bất kỳ chuỗi nào để lưu trữ an toàn, sau đó chuỗi bắt đầu lại. Quyết định không gửi ngân hàng của một thí sinh với dự đoán có thể trả lời chính xác câu hỏi sắp tới cho phép số tiền tăng lên, vì mỗi câu trả lời đúng liên tiếp kiếm được nhiều tiền hơn tương ứng.
Khi thời gian quy định cho mỗi vòng kết thúc, bất kỳ số tiền nào chưa được rút tiền sẽ bị mất và nếu người dẫn chương trình đang đặt câu hỏi hoặc đã đặt câu hỏi nhưng thí sinh chưa trả lời thì câu hỏi đó sẽ bị bỏ. Thỉnh thoảng, người dẫn chương trình đưa ra câu trả lời chính xác cho dù thí sinh có trả lời đúng câu hỏi hay không. Vòng chơi sẽ tự động kết thúc nếu đội đạt thành công số tiền tối đa cho vòng trước khi hết thời gian quy định và người tiếp theo nói "Bank". Mỗi hiệp sau đó (trừ hiệp 8) giảm 10 giây khi người chơi bị loại. Đối với Vòng 8, vòng cuối cùng, 2 người chơi còn lại chỉ có 90 giây (1:30) trên đồng hồ để nhân ba bất kỳ số tiền họ gửi.
Người đầu tiên được đặt câu hỏi trong vòng đầu tiên là người chơi có tên đầu tiên theo thứ tự bảng chữ cái. Mọi vòng tiếp theo đều bắt đầu với "người mạnh nhất"—người chơi có nhiều câu trả lời đúng nhất từ vòng trước, trừ khi người đó bị loại, trong trường hợp đó, người mạnh thứ hai trả lời trước.

### Thang tiên thưởng
Thang tiên thưởng sẽ như sau:
| Câu hỏi | Tiền thưởng       | Tiền thưởng      | Tiền thưởng      | Tiền thưởng            | Tiền thưởng                                | Tiền thưởng                   | Tiền thưởng                   | Tiền thưởng                   | Tiền thưởng                   |
| Câu hỏi | Các tập hàng ngày | Champions League | Champions League | Các tập trong giờ vàng | Phiên bản Đặc biệt Children in Need (2017) | Phiên bản mới 2021 (mỗi vòng) | Phiên bản mới 2021 (mỗi vòng) | Phiên bản mới 2021 (mỗi vòng) | Phiên bản mới 2021 (mỗi vòng) |
| Câu hỏi | Các tập hàng ngày | Phiên bản 1      | Phiên bản 2      | Các tập trong giờ vàng | Phiên bản Đặc biệt Children in Need (2017) | 1–2                           | 3–4                           | 5–6                           | 7                             |
| ------- | ----------------- | ---------------- | ---------------- | ---------------------- | ------------------------------------------ | ----------------------------- | ----------------------------- | ----------------------------- | ----------------------------- |
| 9       | £1,000            | —                | —                | £5,000                 | —                                          | —                             | —                             | —                             | —                             |
| 8       | £800              | £2,500           | —                | £4,000                 | —                                          | £2,500                        | £5,000                        | £7,500                        | £10,000                       |
| 7       | £600              | £2,000           | £2,500           | £3,000                 | £2,500                                     | £1,500                        | £2,500                        | £5,000                        | £7,500                        |
| 6       | £450              | £1,500           | £1,750           | £2,250                 | £1,500                                     | £1,000                        | £1,500                        | £2,500                        | £5,000                        |
| 5       | £300              | £1,000           | £1,000           | £1,500                 | £500                                       | £750                          | £1,000                        | £1,500                        | £2,500                        |
| 4       | £200              | £500             | £500             | £1,000                 | £250                                       | £500                          | £750                          | £1,000                        | £1,500                        |
| 3       | £100              | £200             | £250             | £500                   | £100                                       | £250                          | £500                          | £750                          | £1,000                        |
| 2       | £50               | £100             | £100             | £250                   | £50                                        | £100                          | £250                          | £500                          | £500                          |
| 1       | £20               | £50              | £50              | £100                   | £20                                        | £50                           | £100                          | £250                          | £250                          |

### Sự bỏ phiếu và loại bỏ
Vào cuối mỗi vòng, các thí sinh phải bình chọn một người chơi nên bị loại. Cho đến đầu vòng tiếp theo, chỉ khán giả truyền hình mới biết chính xác ai là người mạnh nhất và yếu nhất được thống kê do Briggs tường thuật. Trong khi các thí sinh làm việc như một đội khi trả lời câu hỏi, thì tại thời điểm này, họ được khuyến khích đối xử tàn nhẫn với nhau. Người chơi thường quyết định bỏ phiếu cho những đối thủ yếu hơn, nhưng đôi khi cũng quyết định loại bỏ những đối thủ mạnh hơn, với hy vọng rằng điều đó sẽ cải thiện cơ hội chiến thắng của họ trong trò chơi. Sau khi người chơi tiết lộ phiếu bầu, người dẫn chương trình sẽ thẩm vấn người chơi về lựa chọn bỏ phiếu của họ, lý do đằng sau sự lựa chọn của họ, cũng như hiệu suất, xuất thân và sở thích của họ. Sau khi tra khảo, người chơi bị nhiều phiếu bầu nhất bị sẽ bị loại với câu nói, "You are the weakest link. Goodbye!" hoặc " With [n] votes, you are the weakest link. Goodbye!" (với n là số phiếu) và phải bước ra khỏi sân khấu qua "Walk of Shame" (Bước đi của sự xấu hổ). Sau đó, thí sinh bị loại sẽ phát biểu ngắn gọn, tổng kết kinh nghiệm của chương trình và cho biết ai có thể bị loại trong vòng tiếp theo và ai có khả năng chiến thắng.
Trong trường hợp hòa, người mạnh nhất có quyền quyết định cuối cùng về việc ai bị loại. Nếu người chơi đã bỏ phiếu cho một người chơi, thì có tùy chọn giữ nguyên phiếu bầu của họ hoặc thay đổi nó. Những người mạnh nhất thường gắn với lựa chọn ban đầu của họ, trừ khi một người chơi khác trong trận đấu đã bỏ phiếu cho người khác. Đôi khi, người mạnh nhất đã bỏ phiếu cho một người không có liên quan, và vì vậy buộc phải đưa ra quyết định theo cách này hay cách khác.

#### Vòng cuối
Hai thí sinh cuối cùng trong vòng thứ tám và cuối cùng sẽ chơi theo luật tương tự, tuy nhiên, tất cả số tiền được gửi vào cuối vòng này được nhân lên gấp ba và được cộng vào tổng số tiền chiến thắng trong vòng này, tạo thành tổng số tiền cuối cùng của trò chơi. Vào cuối vòng này, sẽ không có sự loại bỏ, thay vào đó trò chơi chuyển sang vòng đối đầu.

#### Vòng đối đầu
Đối với vòng đối đầu, 2 người chơi còn lại mỗi người phải trả lời 5 câu hỏi theo thể thức đá luân lưu như trong bóng đá. Người mạnh nhất từ vòng trước chọn người đi trước. Ai có nhiều câu trả lời đúng nhất ở cuối vòng chơi sẽ thắng trò chơi. Trong trường hợp hòa, trò chơi chuyển sang phần chơi đột tử. Mọi người chơi tiếp tục được đặt câu hỏi như bình thường, cho đến khi 1 người trả lời đúng một câu và người kia trả lời sai.
Người chiến thắng trong trò chơi được tuyên bố là "người mạnh nhất" và giành được tất cả số tiền tích lũy được trong nhóm giải thưởng của trò chơi, còn người thua cuộc thì không có gì, giống như tất cả những người chơi bị loại trước đó. Trong các tập phát sóng hàng ngày, số tiền thắng tối đa có thể là 10.000 bảng Anh; trong các tập giờ vàng và các tập từ thiện dành cho người nổi tiếng đặc biệt, mức tối đa là 50.000 bảng Anh.

## Phiên bản đặc biệt
Sau thành công vang dội của chương trình vào buổi tối trên BBC Two, một phiên bản vào khung giờ vàng đã được chiếu trên BBC One, thường được phát sóng vào tối thứ Tư.
Ban đầu, The Weakest Link: Champions League, có tám người chơi đã thắng các trận đấu trong phiên bản hàng ngày, quay trở lại với giá 20.000 bảng (với một thang tiền là £50 - £100 - £200- £ 500- £1.000- £ 1.500- £ 2.000 - £ 2.500; với vòng thứ 7 là vòng đôi với giá £ 5.000). Chương trình đã có sự thay đổi, với các bục điện tử được lắp đặt, cũng như việc bổ sung thêm chỗ ngồi của khán giả trường quay. Thể thức Champions không thành công, và thay vào đó những người chơi mới cạnh tranh nhau để giành tiền. Vài tháng sau, số người dự thi bị cắt giảm xuống còn bảy người, thời gian từ 45 phút xuống còn 30, tuy nhiên, số tiền thưởng vẫn như cũ (với cây tiền như cũ nhưng vòng thứ 6 là vòng nhân ba với £ 7.500).
Sau phiên bản dành cho 7 người chơi, sân khấu đã được nâng cấp lại một lần nữa để thêm 2 bục nữa và số tiền thưởng tối đa đã được tăng lên £50.000. Ban đầu, những người không phải là người nổi tiếng chơi trên chương trình, tuy nhiên, phiên bản giờ vàng có những người nổi tiếng chơi vì mục đích từ thiện. Mặc dù Briggs và Robinson đã nói rằng 8 người chơi sẽ bị loại mà không có gì, nhưng thông thường những người nổi tiếng thua cuộc sẽ nhận được một khoản tiền để tặng cho tổ chức từ thiện mà họ đã chọn, cũng như lệ phí của họ để xuất hiện trên chương trình. Trong một số phiên bản dành cho người nổi tiếng, hai người nổi tiếng đã đại diện cho một vị trí trong trò chơi, với hai người cùng trao đổi trước khi đưa ra câu trả lời của họ. Cũng đã có một số ấn bản có các cặp đôi hoàn toàn là người nổi tiếng. Một phiên bản Giáng sinh của chương trình cũng đã được phát sóng trong một số năm. Một số thí sinh như Christopher Biggins, Peter Duncan và Basil Brush đã xuất hiện nhiều lần. Một phiên bản dành cho múa rối cũng được phát sóng, trong đó có một con rối giống Robinson giới thiệu chương trình trước khi mười hai con rối nổi tiếng biểu diễn vì mục đích từ thiện.
Phiên bản hàng ngày cũng đã chứng kiến tỷ lệ phương sai của nó, như trường hợp trong 2 tập cụ thể. Một chương trình ngày Cá tháng Tư được phát sóng vào năm 2003 có cảnh Robinson bất ngờ đối xử tốt với các thí sinh một cách kỳ lạ và khác thường và từ bỏ bộ quần áo màu đen thường ngày của mình để chuyển sang mặc áo khoác màu hồng kim loại. Tính chất tốt đẹp của tập phim thậm chí còn mở rộng đến người kể chuyện - bình thường, người này vốn rất nghiêm khắc; là một người hào hứng và lạc quan trong lời kể của mình. Tuy nhiên, Anne bất ngờ đối xử thậm tệ trở lại với các thí sinh trong suốt tập, tiếp tục hành vi cũ của mình sau khi tuyên bố người chiến thắng và các thí sinh là "quá ngu ngốc".
Một biến thể khác của chương trình nàng ngày là tập thứ 1.000, lúc này studio đã có khán giả, khác với bình thường không có khán giả. Các thí sinh cũ xuất hiện, và tiên thưởng tối đa được nâng lên với giá £10.000, và một số thí sinh trước đó cũng ngồi trên ghế khán giả. Người chiến thắng đầu tiên của chương trình, David Bloomfield là một trong những thí sinh quay trở lại, và được đặt câu hỏi: Nếu có 1.000 tập của The Weakest Link, mỗi tập có chín người chơi, thì tổng cộng có bao nhiêu thí sinh đã xuất hiện trong chương trình? Anh ấy đã trả lời đúng câu hỏi (9.000) nhưng bị ngắt trước khi nó được hỏi. Anh ấy không giành được đồng nào trong tập thứ 1.000 và bị loại ở vòng 3, mặc dù đã là người mạnh nhất trong hai vòng đầu tiên. Cuối cùng, cô Evans (trước đó đã xuất hiện trong chương trình đặc biệt Strong Women nhưng đã thất bại trước giám tuyển Emma Langley) đã đánh bại Basil Brush, giành được £2.710, cô ấy đã chia với người đồng chung kết để làm từ thiện. Robinson sau đó thông báo rằng khoản tiền thưởng £1.000 sẽ được thêm vào tổng cuối cùng, vì đây là tập thứ 1.000, dẫn đến tổng cộng cuối cùng là £3.710, hoặc cả hai thí sinh đều nhận được £1.855 mỗi người. Tập này cũng đánh dấu lần đầu tiên Anne Robinson không nói câu "... bạn ra đi mà không có gì cả." cho thí sinh thua cuộc.

## Tập hàng ngày cuối cùng
Tập thứ 1.693 có tựa đề "You are the Weakest Link - Goodbye" và được phát sóng trên BBC One vào ngày 31 tháng 3 năm 2012. Quá trình quay phim cho tập này diễn ra vào ngày 11 tháng 12 năm 2011. Đây là tập thứ 1.693 của The Weakest Link ở Vương quốc Anh. Phần kết của chương trình là phần đặc biệt duy nhất của phiên bản cuối cùng.
Một phiên bản hàng ngày bình thường của chương trình đã được thực hiện, với một số thí sinh yêu thích của Anne trong những năm qua tham gia và không có khán giả có mặt trong quá trình quay phim hoặc thay đổi thang tiên thưởng (xem ở trên). Vòng câu hỏi đầu tiên có sự khác biệt đáng chú ý và chủ yếu là về The Weakest Link và người dẫn chương trình, Anne Robinson. Câu hỏi cuối cùng được hỏi là "Nếu chữ số La Mã 'X' bị giảm đi một nửa, kết quả có thể được biểu diễn bằng chữ số La Mã nào khác?", Câu trả lời là "V". Người chiến thắng cuối cùng ở Vương quốc Anh là Archie Bland, là biên tập viên của ấn bản Sat của tờ báo The Independent, đã giành được £ 2.090.
Một đoạn phim ngắn của chương trình được chiếu vào cuối trò chơi. Sau khi chào tạm biệt, tất cả đèn tắt và Anne là người duy nhất còn lại trong studio. Chương trình được thay thế bởi Alexander Armstrong-fronted Pointless như một bài kiểm tra định kỳ lớn của BBC (nó đã phát sóng trên BBC trong một số năm trước đó).

## Sự thành công
Phần lớn thành công của chương trình là nhờ người dẫn chương trình, Anne Robinson. Bà nổi tiếng ở Anh vì sự mỉa mai của chính mình khi trình bày chương trình Người tiêu dùng Watchdog, và The Weakest Link đã chứng kiến bà phát triển điều này hơn nữa, đặc biệt là trong việc chế nhạo các thí sinh. Bản tóm tắt châm biếm của bà đối với đội, thường mắng họ vì sự thiếu thông minh vì không đạt được mục tiêu đã trở thành thương hiệu của chương trình và câu chào của bà là "You are the weakest link—goodbye!" đã trở thành một câu cửa miệng phổ biến (thậm chí chính Thủ tướng Anh trong thời gian đầu chương trình phát sóng là Tony Blair cũng từng sử dụng câu nói này tại Hạ viện Anh).
Sự hiện diện của các yếu tố lấy cảm hứng từ Survivor và Who Wants to Be a Millionaire? Sự khác biệt của chương trình với hầu hết các chương trình đố vui trước đó, vì nó đưa ra những xung đột mở rộng giữa những người chơi và sử dụng một người dẫn chương trình trở thành kẻ công khai thù địch với các đối thủ cạnh tranh, thay vì một nhân vật tích cực.
Vào mùa thu năm 2001, lần đầu tiên, The Weakest Link được chiếu trực tiếp với Millionaire trong lịch chiếu trên truyền hình. Giữa hai phần, Millionaire cuối cùng đã xuất hiện trên đầu, thu hút 10,2 triệu người xem so với 3,8 triệu của The Weakest Link. Ngoài ra, vào cuối mùa thu năm đó, do sự nổi tiếng ngày càng tăng của chương trình, một trò chơi điện tử dựa trên chương trình đã được phát hành cho các nền tảng PlayStation, PlayStation 2 và Microsoft Windows.
Từ ngày 9 đến ngày 13 tháng 8 năm 2010, năm chương trình "Kỷ niệm 10 năm Đặc biệt" được phát sóng vào khung giờ bình thường trên BBC One.

## Phát sóng

#### Hằng ngày
| Series  | Ngày bắt đầu              | Ngày kết thúc             | Số tập |
| ------- | ------------------------- | ------------------------- | ------ |
| 1       | ngày 14 tháng 8 năm 2000  | ngày 24 tháng 12 năm 2000 | 78     |
| 2       | ngày 3 tháng 1 năm 2001   | ngày 22 tháng 5 năm 2001  | 85     |
| 3       | ngày 20 tháng 8 năm 2001  | ngày 7 tháng 6 năm 2002   | …      |
| 4       | ngày 12 tháng 8 năm 2002  | ngày 6 tháng 6 năm 2003   | …      |
| 5       | ngày 18 tháng 8 năm 2003  | ngày 26 tháng 5 năm 2004  | …      |
| 6       | ngày 31 tháng 8 năm 2004  | ngày 17 tháng 6 năm 2005  | …      |
| 7       | ngày 30 tháng 8 năm 2005  | ngày 9 tháng 6 năm 2006   | …      |
| 8       | ngày 29 tháng 8 năm 2006  | … 2007                    | …      |
| 9       | … 2007                    | … 2008                    | …      |
| 10      | … 2008                    | … 2009                    | …      |
| 11      | … 2009                    | … 2010                    | …      |
| 12      | … 2010                    | … 2011                    | …      |
| 13      | … 2011                    | … 2012                    | …      |
| Special | ngày 17 tháng 11 năm 2017 | ngày 17 tháng 11 năm 2017 | 1      |

### Giờ vàng
| Series | Start date                | End date                  | Episodes |
| ------ | ------------------------- | ------------------------- | -------- |
| 1      | ngày 31 tháng 10 năm 2000 | ngày 12 tháng 12 năm 2000 | 8        |
| 2      | ngày 22 tháng 1 năm 2001  | ngày 24 tháng 5 năm 2001  | 18       |
| 3      | … 2001                    | … 2002                    | …        |
| 4      | … 2002                    | … 2003                    | …        |
| 5      | … 2003                    | … 2004                    | …        |
| 6      | … 2004                    | … 2005                    | …        |
| 7      | … 2005                    | … 2006                    | …        |
| 8      | … 2006                    | … 2007                    | …        |
| 9      | … 2007                    | … 2008                    | …        |
| 10     | … 2008                    | … 2009                    | …        |
| 11     | … 2009                    | … 2010                    | …        |
| 12     | … 2010                    | … 2011                    | …        |
| 13     | … 2011                    | … 2012                    | …        |

## Chiến lược tiền ngân hàng
Trong một bài báo trên blog của New Scientist, Erica Klarreich lập luận rằng chỉ có hai chiến lược hợp lý trong The Weakest Link (phiên bản của Hoa Kỳ) khi nói đến tiền ngân hàng. Người chơi nên chọn ngân hàng sau mỗi câu trả lời đúng hoặc sau sáu câu trả lời chính xác liên tiếp để tối đa tiền cược. Chiến lược chính xác để thực hiện sẽ phụ thuộc vào kỹ năng trả lời câu hỏi của các thành viên trong nhóm. Đối với tất cả các đội yếu nhất, trừ những đội yếu nhất, chiến lược tối ưu là nâng tiền cược sáu lần liên tục mà không cần ngân hàng. Nhưng vì điều này rất hiếm khi xảy ra trong chương trình, Klarreich lập luận, chiến lược thống trị thường là thay vào đó là ngân hàng sau mỗi câu hỏi. Thông lệ ngân hàng chỉ sau ba câu hỏi sẽ chỉ tốt hơn chiến lược ngân hàng sau mỗi câu hỏi nếu một nhóm duy trì tỷ lệ thành công trên 67%.

## Tiếp nhận
Câu cửa miệng của Anne Robinson "You are the weakest link. Goodbye!" đã xuất hiện một số lần trong văn hóa đại chúng, bao gồm các tài liệu tham khảo trong Family Guy, Scary Movie 2, How I Met Your Mother và The League of Gentlemen.
Loạt phim hài That Mitchell và Webb Look phát sóng bản phác thảo dựa trên The Weakest Link có tên là Hole in the Ring, có Robert Webb trong vai một dẫn chương trình quá khắc nghiệt, người mắc lỗi khi đọc câu hỏi.
Hai chương trình truyền hình hư cấu, Doctor Who và My Family, đã mô tả phiên bản Weakest Link riêng biệt trong các tập của họ. Phiên bản Doctor Who, được phát sóng vào năm 2005, đã chiếu một phiên bản tương lai của chương trình vào năm 200,100, chỉ với sáu thí sinh và được dẫn bởi một 'Anne Droid' (do Anne Robinson lồng tiếng). Một phiên bản đặc biệt sau đó của Weakest Link có chín thành viên của Doctor Who đang chơi trò chơi, và chương trình được dẫn bởi Anne Droid. Anne thực sự bước lên sân khấu gần như ngay lập tức khi con droid bắt đầu chương trình, rút phích cắm của nó và nói, "Tôi không nghĩ vậy. Tôi nghĩ chúng tôi sẽ làm điều đó một lần nữa." Sau đó Anne thật tự mình dẫn chương trình như bình thường.
Trong loạt thứ bảy của chương trình truyền hình My Family, phát sóng vào năm 2007, các nhân vật chính Ben, Susan, Janey, Michael, Abi, Roger và Alfie, cùng với mẹ của Susan và chồng cô, đã tham gia chương trình vì một gia đình đặc biệt. ấn bản, sau khi Michael giả mạo tất cả chữ ký của họ để có được nó. Anne Robinson thực sự là người dẫn chương trình.